# Pont d'Arciat
Le pont d'Arciat est un pont franchissant la Saône, reliant les communes de Crêches-sur-Saône (Saône-et-Loire), et Cormoranche-sur-Saône (Ain). 
Le pont d'Arciat désigne indifféremment l'ancien pont qui a existé de 1904 à 1944, le pont provisoire qui a existé de 1950 à 2010 et le pont actuel ouvert à la circulation depuis 2010.

## Historique

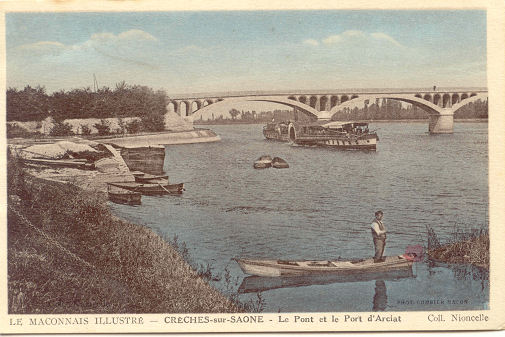
Vue de l'ancien pont depuis le port d'Arciat en 1904.

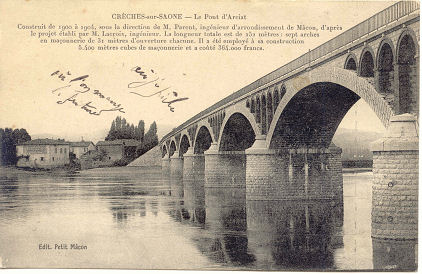
Vue de l'ancien pont d'Arciat depuis Cormoranche en 1904.

### 1904 à 1944
Le (premier) pont d'Arciat est mis en service, le 4 septembre 1904. Il possède des arches ajourées par des baies de brique rouges. Ses architectes sont messieurs Parent et Lacroix. Une réfection intervient en 1911 avec les travaux dirigés par Auguste Perret, utilisant le béton armé. Pendant la retraite des troupes allemandes en 1944, ce premier pont est détruit le 3 septembre. 

### 1950 à 2010
Après la Seconde Guerre mondiale, un pont provisoire est construit sur les fondations restantes de l'ancien pont.

### Depuis 2010
La construction du troisième pont d’Arciat a débuté en janvier 2008. En parallèle, le pont provisoire est totalement démonté.
Le 11 septembre 2010, le nouveau pont d'Arciat entre Crêches-sur-Saône et Cormoranche-sur-Saône est inauguré. Ce pont est d'une longueur de 263 m. 